# Angie Stone
Angie Stone, geboren als Angela Laverne Brown (Columbia (South Carolina), 18 december 1961 – Montgomery (Alabama), 1 maart 2025), was een Grammy Award-genomineerde neo-soul-zangeres. Ze was ook een songwriter en actrice.

## Biografie
Stone was een van de bekendste artiesten van de neo-soul, naast onder meer Macy Gray en Erykah Badu. Voor haar grote doorbraak speelde ze in verschillende groepen. Met The Sequence had ze een klein hitje met Funk You Up. Hierna probeerde ze het opnieuw met de groep Vertical Hold, die een zomerhit had met het nummer Seems Your Much To Busy. In 1999 kwam haar doorbraak met haar soloalbum Black Diamond.
Stone werkte onder andere samen met Prince, Lenny Kravitz, Mary J. Blige, Mantronix en D'Angelo. Ze schreef een aantal nummers voor D'Angelo, met wie ze een zoon had. Uit een eerdere relatie had ze een dochter.
Ze had haar platenlabel J Records inmiddels verlaten. Haar volgende album werd in 2007 uitgebracht op het label Stax Records.
Stone kwam op 1 maart 2025 om het leven bij een auto-ongeluk na een optreden in Montgomery. Ze werd 63 jaar oud.

## Discografie

### Cd's
| Album met eventuele hitnotering(en) in de Nederlandse Album Top 100 | Datum van verschijnen | Datum van binnenkomst | Hoogste positie | Aantal weken | Opmerkingen |
| ------------------------------------------------------------------- | --------------------- | --------------------- | --------------- | ------------ | ----------- |
| Matter Of Time (Vertical Hold)                                      | 1993                  |                       |                 |              |             |
| Head First (Vertical Hold)                                          | 1995                  |                       |                 |              |             |
| Black Diamond                                                       | 1999                  | 22-02-1999            |                 |              |             |
| Mahogany Soul                                                       | 2001                  | 20-11-2001            |                 |              |             |
| Stone Love                                                          | 2004                  | 01-07-2004            |                 |              |             |
| Stone Hits                                                          | 2005                  | 19-11-2005            |                 |              |             |
| The Art of Love and War                                             | 2007                  | 16-10-2007            |                 |              |             |
| Unexpected                                                          | 2009                  |                       |                 |              |             |
| Rich Girl                                                           | 2012                  |                       |                 |              |             |
| Love Language                                                       | 2023                  |                       |                 |              |             |

| Album met hitnotering(en) in de Vlaamse Ultratop 200 albums | Datum van verschijnen | Datum van binnenkomst | Hoogste positie | Aantal weken | Opmerkingen |
| ----------------------------------------------------------- | --------------------- | --------------------- | --------------- | ------------ | ----------- |
| Mahogany Soul                                               |                       | 29-06-2002            | 15              | 12           |             |
| Stone Love                                                  | 2004                  | 17-07-2004            | 18              | 10           |             |

### Singles
| Single met hitnotering(en) in de Vlaamse Ultratop 50 | Datum van verschijnen | Datum van binnenkomst | Hoogste positie | Aantal weken | Opmerkingen               |
| ---------------------------------------------------- | --------------------- | --------------------- | --------------- | ------------ | ------------------------- |
| I Wasn't Kidding                                     | 2005                  | 28-01-2006            |                 | tip 13       |                           |
| Life Story                                           | 2000                  | 13-05-2000            |                 | tip 18       |                           |
| Wish I Didn't Miss You                               | 2001                  | 29-06-2002            | 19              | 13           |                           |
| Brotha Part II                                       | 2002                  | 02-03-2002            |                 | tip 5        | Met Alicia Keys en Eve    |
| I Wanna Thank Ya                                     | 2004                  | 10-07-2004            |                 | tip 5        | Met Snoop Dogg            |
| Signed, Sealed, Delivered I'm Yours                  | 2003                  | 03-01-2004            | 11              | 9            | Met Blue en Stevie Wonder |

### Dvd's
- Music in High Places, Live in Vancouver Island (2002)
- Pure Session (2005)
- Stone Hits Live (2005)

## Filmografie

### Films
- The Hot Chick (2002) rol: 'Madame Mambuza'
- The Fighting Temptations (2003) rol: 'Alma'
- Pastor Brown (2009) rol: Rick Fredericks

### Televisie
- Moesha (2000 aflevering 22, seizoen 5) als zichzelf
- Girlfriends (2002 aflevering 51, seizoen 3) rol: 'Darla Mason'
- One on One (2004 aflevering 14, seizoen 3) als zichzelf

### Theater
- Chicago (2003) rol: 'Big Mama Morton'

## Prijzen & nominaties
- 2000: Soul Train Lady of Soul Awards - won Best R&B/Soul Single, Solo voor "No More Rain (In This Cloud)" en Best R&B/Soul or Rap New Artist, Solo
- 2003: Grammy Awards - nominatie voor Best R&B Performance by a Duo or Group with Vocals for "More Than A Woman" (gedeeld met Calvin Richardson)
- 2004: Grammy Awards - nominatie voor Best Female R&B Vocal Performance for "U-Haul"
- 2004: Edison Award voor Stone Love